# Mattyasovszky Miklós
Alsómátyásfalvi Mattyasovszky Miklós (Budapest, 1875. szeptember 30. – Budapest, 1939. október 12.) magyar jogász, agrárpolitikus, szakíró, egyetemi tanár, a Magyar Tudományos Akadémia levelező tagja (1931).

## Élete
Mattyasovszky Miklós ítélőtáblai bíró és Gosztony Irén fiaként született. 1897-ben szerzett jog- és államtudományi doktori oklevelet a budapesti tudományegyetemen, majd egy évig a berlini egyetem hallgatója volt. 1899-ben tett ügyvédi vizsgát Budapesten, és 1900-ban a Földmívelésügyi Minisztérium tisztviselője lett. 1911-ben az agrárpolitika tárgykörében magántanári képesítést szerzett és a budapesti tudományegyetemen az agrárpolitika magántanára, valamint minisztériumi osztálytanácsos lett.
1918-tól 1921-ig miniszteri osztálytanácsos, 1918 és 1922 között a József Műegyetem magántanára, majd haláláig a József Műegyetemen, illetve a József Nádor Műszaki és Gazdaságtudományi Egyetemen az agrárpolitika címzetes nyilvános rendkívüli tanára volt. 1921-től az Országos Földbirtokrendező Bíróság 
tanácselnökeként, 1925-től 1934-ig pedig a budapesti tudományegyetem közgazdaság-tudományi karának magántanárként is dolgoz
ott. 1931 májusában a Magyar Tudományos Akadémia levelező tagjává választották.
Munkássága kiterjedt a földjáradék és a vízjog területére, foglalkozott a földreform közgazdasági vonatkozásaival, valamint a föld forgalmi és hozadéki értékével is. Agrárpolitikusként jelentős szerepe volt az 1909. évi telepítési törvény és az 1920. évi földreformtörvény kidolgozásában. A kisbirtok felaprózódása ellen több megoldási módot is javasolt (kisparaszti hitbizomány, elsőbbségi öröklés).
Felesége 1900-tól beökönyei Beökönyi Irén (1879–?) volt. 1939-ben hunyt el Budapesten, sírja a Kerepesi temetőben található.

## Főbb művei
- A socialismusról, különös tekintettel az agrármozgalmakra. (Közgazdasági Szemle, 1898)
- Törzsöröklési jog és törzsöröklési szokás. (Bp., 1904)
- Telepítés. – Törzsöröklés. (Bp., 1907)
- A földjáradék. (Bp., 1908)
- A vízjogról. (Bp., 1914)
- A gazdasági eltolódás és a háború. (Közgazdasági Szemle, 1917)
- A földreformtörvény magyarázata. (Bp., 1920)
- A földmívelés közgazdaságtana. (Bp., 1927)
- Adórendszerünk agrárpolitikai bírálata. (Mezőgazdasági Közlöny, 1929)
- A földreform eredményei. (Mezőgazdasági Közlöny, 1930)
- A föld forgalmi és hozadéki értékéről. (Akadémiai székfoglaló, elhangzott: 1931. december 7.)